# Кистехвост-буря
Кистехвост-буря (лат. Orgyia thyellina Butler, 1881) — вид бабочек из подсемейства волнянок (Lymantriinae), распространённый в Восточной Азии. Латинское видовое название образовано от греческого слова Θυελληνα — буря. В разных генерациях половой диморфизм выражен по разному. В первой (первых) генерациях самки полнокрылые, в последней — короткокрылые.

## Ареал
Обитает в Японии (Хоккайдо, Хонсю, Сикоку, Кюсю, Цусима, Яку), на Тайване, в Корее. На территории России отмечался на юге Сахалина и юге Курильских островов (Кунашир).

## Образ жизни
Лёт бабочек на территории России с начала сентября до середины октября. Вероятно, есть более раннее летающее поколение. Гусеницы — полифаги, питание отмечено на древесно-кустарниковых розоцветных, шелковице и др.

## Иллюстрации
- Самка, вид сверху
- Самка, вид снизу
- Самец, вид снизу